# Jaroslav Kameš
Jaroslav Kameš (* 14. srpna 1969 Kladno) je bývalý český hokejový brankář.
V nejvyšší československé soutěži startoval od sezóny 1987/1988 za Kladno. V 90. letech působil ve Zlíně, na přelomu tisíciletí vystřídal německý Eisbären Berlín, český Vsetín (mistr ligy) a ruský Avangard Omsk. Od roku 2002 již hrál pouze v českých klubech – chytal za extraligové Znojmo, Pardubice (mistr ligy) a Vítkovice. Střídavě se objevoval i v první lize (Beroun, Mladá Boleslav, Olomouc). Naposledy startoval ve Znojmě v prvoligové sezóně 2009/2010.
V 90. letech hrál také za českou reprezentaci a zúčastnil se Zimních olympijských her 1994.

## Reprezentace
|                                   | Rok               | Celkem | Soupisky          |
| --------------------------------- | ----------------- | ------ | ----------------- |
| Lední hokej na olympijských hrách | ZOH 1994 5. místo | 1×     | Soupiska ZOH 1994 |